# アンチソーシャル・ネットワーク: 現実と妄想が交錯する世界
『アンチソーシャル・ネットワーク: 現実と妄想が交錯する世界』（アンチソーシャル・ネットワーク げんじつともうそうがこうさくするせかい）は、2024年4月5日にNetflixで公開されたドキュメンタリー作品。

## 制作
『フィールズ・グッド・マン』のスタッフであるジョルジョ・アンジェリーニとアーサー・ジョーンズが共同監督を務めている。

## 内容
4chanを中心的に扱っており、そこから生まれたQアノンと2021年アメリカ合衆国議会議事堂襲撃事件についても扱われている。